# Richard Nübling

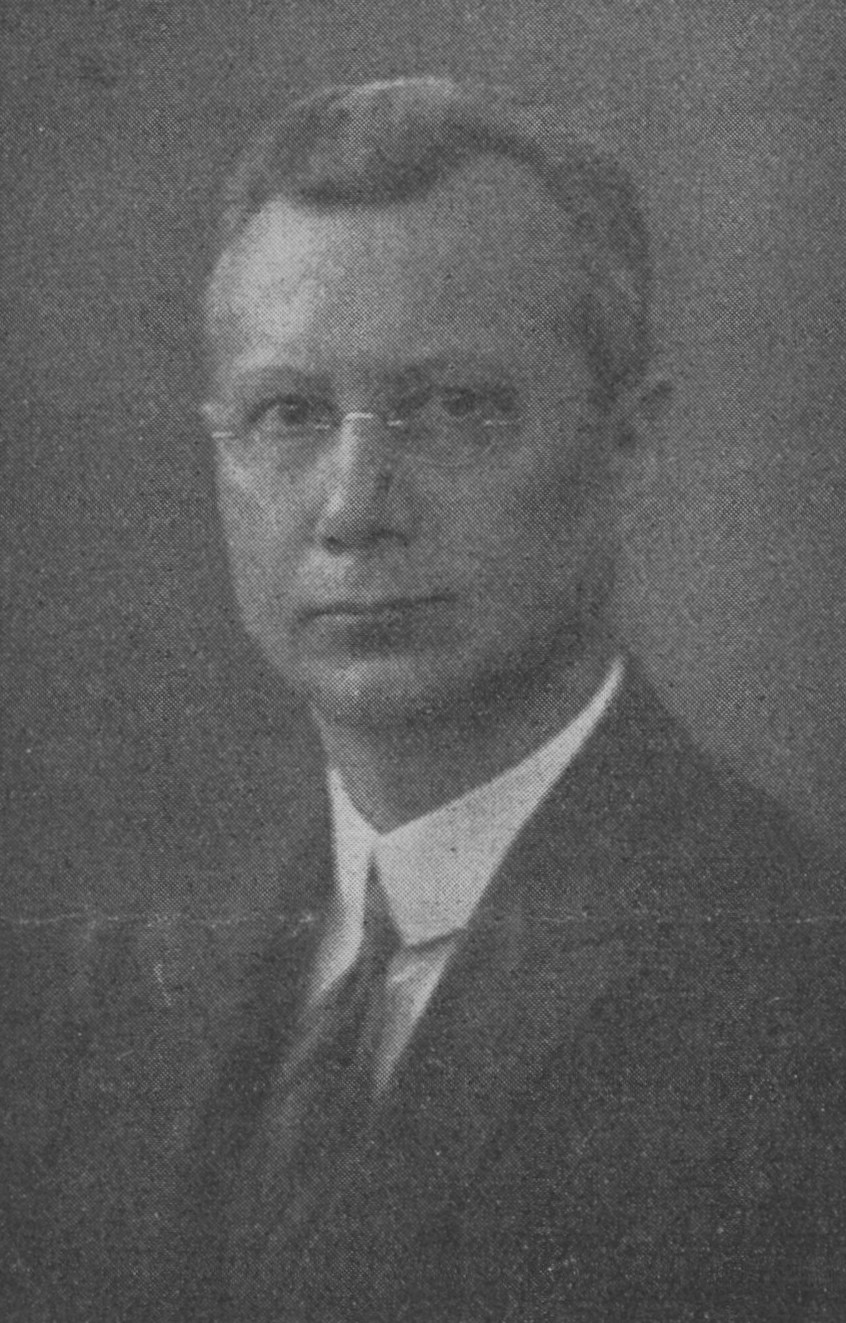
Richard Nübling

Richard Nübling (* 7. Oktober 1880 in Ulm; † 11. Oktober 1936 in Stuttgart) war ein deutscher Ingenieur. Er war Generaldirektor der technischen Werke der Stadt Stuttgart und Vorsitzender des Deutschen Vereins von Gas- und Wasserfachmännern.

## Leben
Richard Nübling bestand 1901 an der Technischen Hochschule Stuttgart die Diplomhauptprüfung für das Hüttenfach. An der Universität Gießen 1903 promovierte er 1903 zum Dr. phil. Nach der Promotion war er in einem Hüttenbetrieb, einer Zeche und einem Gaswerk praktisch tätig, bevor er 1906 zum Gaswerk der Stadt Stuttgart wechselte. 1909 wurde er dort zum Betriebsleiter ernannt. 1927 wurde Nübling Direktor des Gaswerks, 1933 auch Direktor des Wasser- und Elektrizitätswerks. Seine Amtsbezeichnung änderte sich im Folgejahr zu „Generaldirektor der technischen Werke“.
Richard Nübling war von 1934 bis zu seinem Tod 1936 Vorsitzender des Deutschen Vereins von Gas- und Wasserfachmännern. Er war auch Mitglied des Vereins Deutscher Ingenieure (VDI) und des Württembergischen Bezirksvereins des VDI.